# Madagascarophis ocellatus
Espèce
Statut de conservation UICN

 LC  : Préoccupation mineure
Madagascarophis ocellatus est une espèce de serpents de la famille des Lamprophiidae. 

## Répartition
Cette espèce est endémique de Madagascar.

## Publication originale
- Domergue, 1987 : Notes sur les serpents de la region malgache. 7. Revision du genre Madagascarophis Mertens 1952. Bulletin du Muséum national d’Histoire Naturelle de Paris, vol. 9, n. 2, p. 455-489.